# Zastava Yugo Florida
Yugo Florida/Zastava Florida – samochód produkowany od 2 października 1988 do 4 listopada 2008, przez zakłady Zastava Automobili w Kragujevacu. Produkcję dostawczych odmian Pick-up oraz Poly kontynuowano do grudnia 2010 roku.

## Historia i opis modelu
Premiera nowego modelu marki Yugo odbyła się w 1987 roku w Kragujevacu, projektantem nadwozia był włoski stylista Giorgetto Giugiaro. 2 października 1988 roku z taśm montażowych zakładu zjechała pierwsza seryjna Florida, początkowe plany zakładały produkcję roczną wynoszącą od 60 000 do 100 000 aut z czego 70% miałaby trafić na eksport. Jednak działania wojenne w byłej Jugosławii uniemożliwiły realizację tego zamierzenia. Do 2000 roku wyprodukowano zaledwie 25 000 sztuk. Planowano również wyposażanie tego modelu w silnik 1.7D produkcji Fiata.
Początkowo auto było oferowane z silnikami 1.4 o mocy 71 KM oraz 1.6 o mocy 84 KM (silnik z Fiata Tipo oferowany przez krótki okres). W 1989 roku do oferty dołączył silnik 1.3 EFI o mocy 68 KM a rok później 1.1 o mocy 60 KM, przeznaczony głównie na eksport. W 1990 oprócz wprowadzenia do produkcji silnika 1.1 przedstawiono także prototyp sedana o oznaczeniu Zastava 104. Ta wersja nadwoziowa nigdy nie doczekała się produkcji seryjnej.
W 1995 roku przedstawiono prototyp wersji Pick-Up oraz Poly (pick-up z plastikową nadbudówką). Produkcję tych modeli rozpoczęto 3 lata później w zakładzie Zastava Specijalni Automobili w miejscowości Sombor.

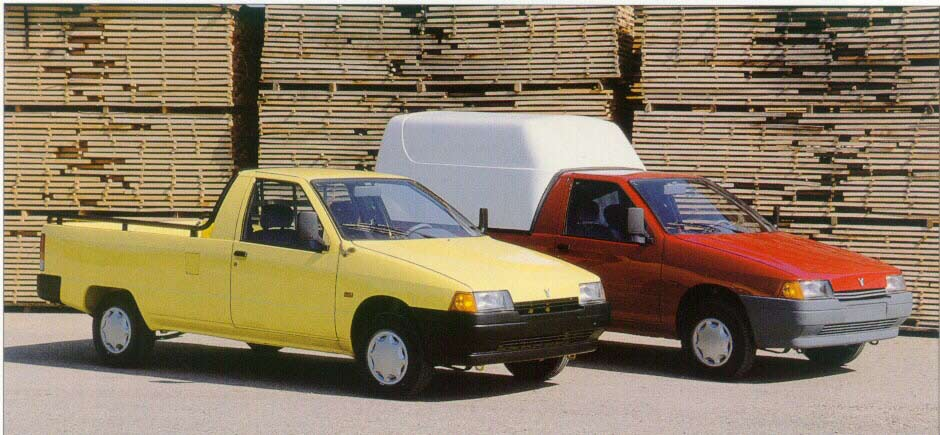
Florida Pick-Up oraz Poly

W 2000 roku zaprezentowano zmodernizowany stylistycznie samochód Zastava 103FL, zmian tych dokonała francuska firma Heuliez. Model ten został wprowadzony do produkcji w 2001 roku jako Zastava Florida In, wersja sprzed liftingu była w ofercie jeszcze przez 3 lata. W 2002 do produkcji skierowano model Florida In L z silnikiem 1.6l o mocy 95 KM produkcji firmy Peugeot. W tym samym okresie na targach motoryzacyjnych w Belgradzie przedstawiono makiety zmodernizowanej Floridy w wersji sedan oraz kombi.
W 2001 zrezygnowano z używania marki „Yugo” i powrócono do historycznej nazwy „Zastava” oraz rozpoczęto montaż, a dwa lata później produkcję Floridy w zakładach Nasr w Egipcie.
W 2005 roku zaprezentowano prototyp samochodu Florida HDI z silnikiem Diesla firmy Peugeot o pojemności 1.4l i mocy 75 KM. W późniejszym okresie model ten prezentowany był pod oznaczeniem Florida In TDC. Wersja z silnikiem wysokoprężnym z powodu kłopotów finansowych producenta nie została wprowadzona do produkcji seryjnej.
W 2007 zastosowano nowy estetyczniejszy zestaw wskaźników.
W ostatnich latach produkcji oferowana była Florida In z silnikiem 1.3 oraz Florida In L z silnikiem Peugeot 1.6 16V. Model ten eksportowany był do: Bośni i Hercegowiny, Bułgarii oraz Macedonii.
Produkcja Floridy została zakończona w listopadzie 2008 roku, zgodnie z postanowieniami umowy zawartej z koncernem FIAT. Łącznie wyprodukowano 29 950 sztuk.

## Dane techniczne
| Wersja | Silnik:                                         | Śr. × skok tłoka:   | Stopień sprężania: | Moc maks:                          | Maks. moment obrotowy      | V-max:   |
| ------ | ----------------------------------------------- | ------------------- | ------------------ | ---------------------------------- | -------------------------- | -------- |
| 1.1    | R4 1,1 l (1116 cm³), 2 zawory na cylinder, SOHC | 80,00 mm x 55,50 mm | 9.20:1             | 60 KM (44 kW) przy 5600 obr./min   | 88 N•m przy 4000 obr./min  | 150 km/h |
| 1.3    | R4 1,3 l (1302 cm³), 2 zawory na cylinder, SOHC | 86,40 mm x 55,50 mm | 9.20:1             | 68 KM (50 kW) przy 5500 obr./min   | 98 N•m przy 3000 obr./min  | 160 km/h |
| 1.4    | R4 1,4 l (1372 cm³), 2 zawory na cylinder, SOHC | 80,50 mm x 67,40 mm | 9.20:1             | 71 KM (52,2 kW) przy 6000 obr./min | 108 N•m przy 2900 obr./min | 160 km/h |
| 1.6    | R4 1,6 l (1585 cm³), 2 zawory na cylinder, SOHC | 84,00 mm x 71,50 mm | 9,5:1              | 84 KM (61,9 kW) przy 6250 obr./min | 123 N•m przy 4250 obr./min | 175 km/h |
| 1.6    | R4 1,6 l (1587 cm³), 2 zawory na cylinder, SOHC | 78,5 mm x 82 mm     | 10,5:1             | 95 KM (71 kW) przy 5700 obr./min   | 136 N•m przy 3500 obr./min | 175 km/h |